# 2004
| [ Edytuj tabelę ]                                                | |
| Prezydent Polski                                                 | - 1995 Aleksander Kwaśniewski 2005 |
| Premier Polski                                                   | - 2001 Leszek Miller 2004 - 2004 Marek Belka 2005 |
| Prezydent Abchazji                                               | - 1994 Władisław Ardzinba 2005 |
| Premier Abchazji                                                 | - 2003 Raul Chadżymba 2004 - 2004 Nodar Chaszba 2005 |
| Prezydent Afganistanu                                            | - 2001 Hamid Karzaj 2014 |
| Prezydent Albanii                                                | - 2002 Alfred Moisiu 2007 |
| Premier Albanii                                                  | - 2002 Fatos Nano 2005 |
| Prezydent Algierii                                               | - 1999 Abd al-Aziz Buteflika 2019 |
| Premier Algierii                                                 | - 2003 Ahmad Ujahja 2006 |
| Współksiążęta Andory                                             | - 2003 Joan Enric Vives Sicília - 1995 Jacques Chirac 2007 |
| Premier Andory                                                   | - 1994 Marc Forné Molné 2005 |
| Prezydent Angoli                                                 | - 1979 José Eduardo dos Santos 2017 |
| Premier Angoli                                                   | - 2002 Fernando da Piedade Dias dos Santos 2008 |
| Premier Antigui i Barbudy                                        | - 1994 Lester Bird 2004 - 2004 Baldwin Spencer 2014 |
| Król Arabii Saudyjskiej                                          | - 1982 Fahd ibn Abd al-Aziz Al Su’ud 2005 |
| Prezydent Argentyny                                              | - 2003 Néstor Kirchner 2007 |
| Prezydent Armenii                                                | - 1998 Robert Koczarian 2008 |
| Premier Armenii                                                  | - 2000 Andranik Markarian 2007 |
| Prezydent Autonomii Palestyńskiej                                | - 1996 Jasir Arafat 2004 - 2004 Rauhi Fattuh 2005 |
| Premier Australii                                                | - 1996 John Howard 2007 |
| Prezydent Austrii                                                | - 1992 Thomas Klestil 2004 - 2004 Andreas Khol, Barbara Prammer i Thomas Prinzhorn (p.o) 2004 - 2004 Heinz Fischer 2016                                                                         |
| Kanclerz Austrii                                                 | - 2000 Wolfgang Schüssel 2007 |
| Prezydent Azerbejdżanu                                           | - 2003 İlham Əliyev |
| Premier Azerbejdżanu                                             | - 2003 Artur Rasizadə 2018 |
| Premier Bahamów                                                  | - 2002 Perry Christie 2007 |
| Król Bahrajnu                                                    | - 2002 Hamad ibn Isa Al Chalifa |
| Premier Bahrajnu                                                 | - 1970 Chalifa ibn Salman Al Chalifa 2020 |
| Prezydent Bangladeszu                                            | - 2002 Iajuddin Ahmed 2009 |
| Premier Bangladeszu                                              | - 2001 Chaleda Zia 2006 |
| Premier Barbadosu                                                | - 1994 Owen Arthur 2008 |
| Król Belgów                                                      | - 1993 Albert II 2013 |
| Premier Belgii                                                   | - 1999 Guy Verhofstadt 2008 |
| Premier Belize                                                   | - 1998 Said Musa 2008 |
| Prezydent Beninu                                                 | - 1996 Mathieu Kérékou 2006 |
| Król Bhutanu                                                     | - 1972 Jigme Singye Wangchuck 2006 |
| Premier Bhutanu                                                  | - 2003 Jigme Thinley 2004 - 2004 Yeshey Zimba 2005 |
| Prezydent Białorusi                                              | - 1994 Alaksandr Łukaszenka |
| Premier Białorusi                                                | - 2003 Siarhiej Sidorski 2010 |
| Prezydent Boliwii                                                | - 2003 Carlos Mesa Gisbert 2005 |
| Przewodniczący Prezydium Bośni i Hercegowiny                     | - 2003 Dragan Čović 2004 - 2004 Sulejman Tihić 2004 - 2004 Borislav Paravac 2005 |
| Premier Bośni i Hercegowiny                                      | - 2002 Adnan Terzić 2007 |
| Prezydent Botswany                                               | - 1998 Festus Mogae 2008 |
| Prezydent Brazylii                                               | - 2003 Luiz Inácio Lula da Silva 2011 |
| Sułtan Brunei                                                    | - 1967 Hassanal Bolkiah |
| Prezydent Bułgarii                                               | - 2002 Georgi Pyrwanow 2012 |
| Premier Bułgarii                                                 | - 2001 Symeon Sakskoburggotski 2005 |
| Prezydent Burkiny Faso                                           | - 1987 Blaise Compaoré 2014 |
| Premier Burkiny Faso                                             | - 2000 Paramanga Ernest Yonli 2007 |
| Prezydent Burundi                                                | - 2003 Domitien Ndayizeye 2005 |
| Prezydent Chile                                                  | - 2000 Ricardo Lagos 2006 |
| Przewodniczący ChRL                                              | - 2003 Hu Jintao 2013 |
| Premier Chin                                                     | - 2003 Wen Jiabao 2013 |
| Prezydent Chorwacji                                              | - 2000 Stjepan Mesić 2010 |
| Premier Chorwacji                                                | - 2003 Ivo Sanader 2009 |
| Prezydent Cypru                                                  | - 2003 Tasos Papadopulos 2008 |
| Prezydent Cypru Północnego                                       | - 1983 Rauf Denktaş 2005 |
| Prezydent Czadu                                                  | - 1990 Idriss Déby 2021 |
| Premier Czadu                                                    | - 2003 Moussa Faki 2005 |
| Prezydent Czech                                                  | - 2003 Václav Klaus 2013 |
| Premier Czech                                                    | - 2002 Vladimír Špidla 2004 - 2004 Stanislav Gross 2005 |
| Król Danii                                                       | - 1972 Małgorzata II 2024 |
| Premier Danii                                                    | - 2001 Anders Fogh Rasmussen 2009 |
| Prezydent DR Konga                                               | - 2001 Joseph Kabila 2019 |
| Dalajlama                                                        | - 1940 Tenzin Gjaco |
| Prezydent Dominikany                                             | - 2000 Hipólito Mejía 2004 - 2004 Leonel Fernández 2012 |
| Prezydent Dominiki                                               | - 2003 Nicholas Liverpool 2012 |
| Premier Dominiki                                                 | - 2000 Pierre Charles 2004 - 2004 Osborne Riviere (p.o.) 2004 - 2004 Roosevelt Skerrit |
| Prezydent Dżibuti                                                | - 1999 Ismail Omar Guelleh |
| Premier Dżibuti                                                  | - 2001 Dileita Mohamed Dileita 2013 |
| Prezydent Egiptu                                                 | - 1981 Husni Mubarak 2011 |
| Premier Egiptu                                                   | - 1999 Atif Ubajd 2004 - 2004 Ahmad Nazif 2011 |
| Prezydent Ekwadoru                                               | - 2003 Lucio Gutiérrez 2005 |
| Prezydent Erytrei                                                | - 1993 Isajas Afewerki |
| Prezydent Estonii                                                | - 2001 Arnold Rüütel 2006 |
| Premier Estonii                                                  | - 2003 Juhan Parts 2005 |
| Prezydent Etiopii                                                | - 2001 Gyrma Uelde-Gijorgis 2013 |
| Premier Etiopii                                                  | - 1995 Meles Zenawi 2012 |
| Przew. Komisji Europejskiej                                      | - 1999 Romano Prodi (Włochy) 2004 - 2004 José Manuel Durão Barroso (Portugalia) 2014 |
| Prezydent Fidżi                                                  | - 2000 Josefa Iloilo 2006 |
| Premier Fidżi                                                    | - 2001 Laisenia Qarase 2006 |
| Prezydent Filipin                                                | - 2001 Gloria Macapagal-Arroyo 2010 |
| Prezydent Finlandii                                              | - 2000 Tarja Halonen 2012 |
| Premier Finlandii                                                | - 2003 Matti Vanhanen 2010 |
| Prezydent Francji                                                | - 1995 Jacques Chirac 2007 |
| Premier Francji                                                  | - 2002 Jean-Pierre Raffarin 2005 |
| Prezydent Gabonu                                                 | - 1967 Omar Bongo 2009 |
| Premier Gabonu                                                   | - 1999 Jean-François Ntoutoume Emane 2006 |
| Prezydent Gambii                                                 | - 1994 Yahya Jammeh 2017 |
| Prezydent Ghany                                                  | - 2001 John Kufuor 2009 |
| Prezydent Grecji                                                 | - 1995 Konstandinos Stefanopulos 2005 |
| Premier Grecji                                                   | - 1996 Kostas Simitis 2004 - 2004 Kostas Karamanlis 2009 |
| Premier Grenady                                                  | - 1995 Keith Mitchell 2008 |
| Prezydent Gruzji                                                 | - 2003 Nino Burdżanadze (p.o.) 2004 - 2004 Micheil Saakaszwili 2007 |
| Premier Gruzji                                                   | - 2003 Zurab Żwania 2005 |
| Prezydent Gujany                                                 | - 1999 Bharrat Jagdeo 2011 |
| Premier Gujany                                                   | - 1999 Samuel Hinds 2015 |
| Prezydent Gwatemali                                              | - 2000 Alfonso Antonio Portillo Cabrera 2004 - 2004 Óscar Berger Perdomo 2008 |
| Prezydent Gwinei                                                 | - 1984 Lansana Conté 2008 |
| Premier Gwinei                                                   | - 1999 Lamine Sidimé 2004 - 2004 François Lonseny Fall 2004 - 2004 Cellou Dalein Diallo 2006 |
| Prezydent Gwinei Bissau                                          | - 2003 Henrique Rosa 2005 |
| Premier Gwinei Bissau                                            | - 2003 Artur Sanhá 2004 - 2004 Carlos Gomes Júnior 2005 |
| Prezydent Gwinei Równikowej                                      | - 1979 Teodoro Obiang Nguema Mbasogo |
| Premier Gwinei Równikowej                                        | - 2001 Cándido Muatetema Rivas 2004 - 2004 Miguel Abia Biteo Boricó 2006 |
| Prezydent Haiti                                                  | - 2001 Jean-Bertrand Aristide 2004 - 2004 Boniface Alexandre (p.o.) 2006 |
| Premier Haiti                                                    | - 2002 Yvon Neptune 2004 - 2004 Gérard Latortue 2006 |
| Król Hiszpanii                                                   | - 1975 Jan Karol I 2014 |
| Premier Hiszpanii                                                | - 1996 José María Aznar 2004 - 2004 José Luis Rodríguez Zapatero 2011 |
| Król Holandii                                                    | - 1980 Beatrycze 2013 |
| Premier Holandii                                                 | - 2002 Jan Peter Balkenende 2010 |
| Prezydent Hondurasu                                              | - 2002 Ricardo Maduro 2006 |
| Najwyższy przywódca Iranu                                        | - 1989 Ali Chamenei |
| Prezydent Iranu                                                  | - 1997 Mohammad Chatami 2005 |
| Prezydent Iraku                                                  | - 2004 Ghazi Maszal Adżil al-Jawar 2005 |
| Premier Iraku                                                    | - 2004 Ijad Allawi 2005 |
| Cywilny administrator Iraku                                      | - 2003 Paul Bremer 2004 |
| Przewodniczący Irackiej Rady Zarządzającej                       | - 2003 Adnan al-Badżahdżi 2004 - 2004 Muhsin Abd al-Hamid 2004 - 2004 Muhammad Bahr al-Ulum 2004 - 2004 Masud Barzani 2004 - 2004 Izz ad-Din Salim 2004 - 2004 Ghazi Maszal Adżil al-Jawar 2004 |
| Prezydent Indii                                                  | - 2002 A.P.J. Abdul Kalam 2007 |
| Premier Indii                                                    | - 1998 Atal Bihari Vajpayee 2004 - 2004 Manmohan Singh 2014 |
| Prezydent Indonezji                                              | - 2001 Megawati Soekarnoputri 2004 - 2004 Susilo Bambang Yudhoyono 2014 |
| Prezydent Irlandii                                               | - 1997 Mary McAleese 2011 |
| Premier Irlandii                                                 | - 1997 Bertie Ahern 2008 |
| Prezydent Islandii                                               | - 1996 Ólafur Ragnar Grímsson 2016 |
| Premier Islandii                                                 | - 1991 Davíð Oddsson 2004 - 2004 Halldór Ásgrímsson 2006 |
| Prezydent Izraela                                                | - 2000 Mosze Kacaw 2007 |
| Premier Izraela                                                  | - 2001 Ariel Szaron 2006 |
| Premier Jamajki                                                  | - 1992 Percival James Patterson 2006 |
| Cesarz Japonii                                                   | - 1989 Akihito 2019 |
| Premier Japonii                                                  | - 2001 Jun’ichirō Koizumi 2006 |
| Prezydent Jemenu                                                 | - 1990 Ali Abd Allah Salih 2012 |
| Król Jordanii                                                    | - 1999 Abd Allah II |
| Premier Jordanii                                                 | - 2003 Fajsal al-Fajiz 2005 |
| Król Kambodży                                                    | - 1993 Norodom Sihanouk 2004 - 2004 Norodom Sihamoni |
| Premier Kambodży                                                 | - 1993 Hun Sen 2023 |
| Prezydent Kamerunu                                               | - 1982 Paul Biya |
| Premier Kamerunu                                                 | - 1996 Peter Mafany Musonge 2004 - 2004 Ephraïm Inoni 2009 |
| Premier Kanady                                                   | - 2003 Paul Martin 2006 |
| Prezydent Górskiego Karabachu                                    | - 1997 Arkadi Ghukasjan 2007 |
| Emir Kataru                                                      | - 1995 Hamad ibn Chalifa 2013 |
| Premier Kataru                                                   | - 1996 Abd Allah ibn Chalifa 2007 |
| Prezydent Kazachstanu                                            | - 1991 Nursułtan Nazarbajew 2019 |
| Premier Kazachstanu                                              | - 2003 Daniał Achmetow 2007 |
| Prezydent Kenii                                                  | - 2002 Mwai Kibaki 2013 |
| Prezydent Kirgistanu                                             | - 1991 Askar Akajew 2005 |
| Premier Kirgistanu                                               | - 2002 Nikołaj Tanajew 2005 |
| Prezydent Kolumbii                                               | - 2002 Álvaro Uribe Vélez 2010 |
| Prezydent Konga                                                  | - 1997 Denis Sassou-Nguesso |
| Patriarcha Konstantynopola                                       | - 1991 Bartłomiej I |
| Prezydent Korei Południowej                                      | - 2003 Roh Moo-hyun 2008 - 2004 Goh Kun (p.o.) 2004 |
| Premier Korei Południowej                                        | - 2003 Goh Kun 2004 - 2004 Lee Hun-jai (p.o.) 2004 - 2004 Lee Hae-chan 2006 |
| Prezydent KRLD                                                   | - 1998 Kim Il Sŏng („Wieczny Prezydent”) 2019 |
| Najwyższy Przywódca KRLD                                         | - 1994 Kim Dzong Il 2011 |
| Premier KRLD                                                     | - 2003 Pak Pong Ju 2007 |
| Prezydent Kostaryki                                              | - 2002 Abel Pacheco 2006 |
| Przewodniczący Rady Państwa Kuby                                 | - 1976 Fidel Castro 2008 |
| Emir Kuwejtu                                                     | - 1977 Dżabir III 2006 |
| Premier Kuwejtu                                                  | - 2003 Sabah al-Ahmad al-Dżabir as-Sabah 2006 |
| Prezydent Laosu                                                  | - 1998 Khamtai Siphandon 2006 |
| Król Lesotho                                                     | - 1996 Letsie III |
| Premier Lesotho                                                  | - 1998 Pakalitha Mosisili 2012 |
| Prezydent Libanu                                                 | - 1998 Émile Lahoud 2007 |
| Premier Libanu                                                   | - 2000 Rafik al-Hariri 2004 - 2004 Umar Karami 2005 |
| Prezydent Liberii                                                | - 2003 Gyude Bryant (p.o.) 2006 |
| Przywódca Libii                                                  | - 1969 Mu’ammar al-Kaddafi 2011 |
| Premier Libii                                                    | - 2003 Szukri Ghanim 2006 |
| Sekretarz generalny PKL Libii                                    | - 1992 Az-Zanati Imhammad az-Zanati 2008 |
| Książę Liechtensteinu                                            | - 1989 Jan Adam II |
| Premier Liechtensteinu                                           | - 2001 Otmar Hasler 2009 |
| Prezydent Litwy                                                  | - 2003 Rolandas Paksas 2004 - 2004 Artūras Paulauskas 2004 - 2004 Valdas Adamkus 2009 |
| Premier Litwy                                                    | - 2001 Algirdas Brazauskas 2006 |
| Wielki książę Luksemburga                                        | - 2000 Henryk |
| Premier Luksemburga                                              | - 1995 Jean-Claude Juncker 2013 |
| Prezydent Łotwy                                                  | - 1999 Vaira Vīķe-Freiberga 2007 |
| Premier Łotwy                                                    | - 2002 Einars Repše 2004 - 2004 Indulis Emsis 2004 - 2004 Aigars Kalvītis 2007 |
| Prezydent Macedonii                                              | - 1999 Boris Trajkowski 2004 - 2004 Branko Crwenkowski 2009 |
| Premier Macedonii                                                | - 2002 Branko Crwenkowski 2004 - 2004 Hari Kostow 2004 - 2004 Włado Buczkowski 2006 |
| Prezydent Madagaskaru                                            | - 2002 Marc Ravalomanana 2009 |
| Premier Madagaskaru                                              | - 2002 Jacques Sylla 2007 |
| Prezydent Malawi                                                 | - 1994 Bakili Muluzi 2004 - 2004 Bingu wa Mutharika 2012 |
| Prezydent Malediwów                                              | - 1978 Maumun ̓Abdul Gajum 2008 |
| Król Malezji                                                     | - 2001 Tuanku Syed Sirajuddin 2006 |
| Premier Malezji                                                  | - 2003 Abdullah Ahmad Badawi 2009 |
| Prezydent Mali                                                   | - 2002 Amadou Toumani Touré 2012 |
| Premier Mali                                                     | - 2002 Ahmed Mohamed Ag Hamani 2004 - 2004 Ousmane Issoufi Maïga 2007 |
| Prezydent Malty                                                  | - 1999 Guido de Marco 2004 - 2004 Edward Fenech Adami 2009 |
| Premier Malty                                                    | - 1998 Edward Fenech Adami 2004 - 2004 Lawrence Gonzi 2013 |
| Król Maroka                                                      | - 1999 Muhammad VI |
| Premier Maroka                                                   | - 2002 Driss Jettou 2007 |
| Prezydent Mauretanii                                             | - 1984 Maawija uld Sid’Ahmad Taja 2005 |
| Premier Mauretanii                                               | - 2003 Sghair Ould M’Bareck 2005 |
| Prezydent Mauritiusa                                             | - 2003 Anerood Jugnauth 2012 |
| Premier Mauritiusa                                               | - 2003 Paul Bérenger 2005 |
| Prezydent Meksyku                                                | - 2000 Vicente Fox 2006 |
| Prezydent Mikronezji                                             | - 2003 Joseph Urusemal 2007 |
| Przewodniczący Państwowej Rady Pokoju i Rozwoju Mjanmy           | - 1997 Than Shwe 2011 |
| Premier Mjanmy                                                   | - 2003 Khin Nyunt 2004 - 2004 Soe Win 2007 |
| Prezydent Mołdawii                                               | - 2001 Vladimir Voronin 2009 |
| Premier Mołdawii                                                 | - 2001 Vasile Tarlev 2008 |
| Książę Monako                                                    | - 1949 Rainier III 2005 |
| Minister stanu Monako                                            | - 2000 Patrick Leclercq 2005 |
| Prezydent Mongolii                                               | - 1997 Nacagijn Bagabandi 2005 |
| Premier Mongolii                                                 | - 2000 Nambaryn Enchbajar 2004 - 2004 Cachiagijn Elbegdordż 2006 |
| Prezydent Mozambiku                                              | - 1986 Joaquim Chissano 2005 |
| Premier Mozambiku                                                | - 1994 Mário da Graça Machungo 2004 - 2004 Luisa Diogo 2010 |
| Prezydent Naddniestrza                                           | - 1991 Igor Smirnow 2011 |
| Prezydent Namibii                                                | - 1990 Sam Nujoma 2005 |
| Premier Namibii                                                  | - 2002 Theo-Ben Gurirab 2005 |
| Sekretarz generalny NATO                                         | - 2004 Jaap de Hoop Scheffer (Holandia) 2009 |
| Prezydent Nauru                                                  | - 2003 René Harris 2004 - 2004 Ludwig Scotty 2007 |
| Król Nepalu                                                      | - 2001 Gyanendra 2008 |
| Premier Nepalu                                                   | - 2003 Surya Bahadur Thapa 2004 - 2004 Sher Bahadur Deuba 2005 |
| Prezydent Niemiec                                                | - 1999 Johannes Rau 2004 - 2004 Horst Köhler 2010 |
| Kanclerz Niemiec                                                 | - 1998 Gerhard Schröder 2005 |
| Prezydent Nigru                                                  | - 1999 Mamadou Tandja 2010 |
| Premier Nigru                                                    | - 2000 Hama Amadou 2007 |
| Prezydent Nigerii                                                | - 1999 Olusẹgun Ọbasanjọ 2007 |
| Prezydent Nikaragui                                              | - 2002 Enrique Bolaños 2007 |
| Król Norwegii                                                    | - 1991 Harald V |
| Premier Norwegii                                                 | - 2001 Kjell Magne Bondevik 2005 |
| Premier Nowej Zelandii                                           | - 1999 Helen Clark 2008 |
| Prezydent Osetii Południowej                                     | - 2001 Eduard Kokojty 2011 |
| Sułtan Omanu                                                     | - 1970 Kabus ibn Sa’id 2020 |
| Sekretarz generalny ONZ                                          | - 1997 Kofi Annan (Ghana) 2006 |
| Prezydent Pakistanu                                              | - 2001 Pervez Musharraf 2008 |
| Premier Pakistanu                                                | - 2002 Zafarullah Khan Jamali 2004 - 2004 Chaudhry Shujaat Hussain 2004 - 2004 Shaukat Aziz 2007                                                                                                |
| Prezydent Palau                                                  | - 2001 Tommy Remengesau 2009 |
| Prezydent Panamy                                                 | - 1999 Mireya Moscoso 2004 - 2004 Martín Torrijos 2009 |
| Papież                                                           | - 1978 Jan Paweł II 2005 |
| Premier Papui-Nowej Gwinei                                       | - 2002 Michael Somare 2011 |
| Prezydent Paragwaju                                              | - 2003 Nicanor Duarte Frutos 2008 |
| Prezydent Peru                                                   | - 2001 Alejandro Toledo 2006 |
| Premier Peru                                                     | - 2003 Carlos Ferrero 2005 |
| Prezydent Południowej Afryki                                     | - 1999 Thabo Mbeki 2008 |
| Prezydent Portugalii                                             | - 1996 Jorge Sampaio 2006 |
| Premier Portugalii                                               | - 2002 José Manuel Barroso 2004 - 2004 Pedro Santana Lopes 2005 |
| Sekretarz generalny Rady Europy                                  | - 1999 Walter Schwimmer (Austria) 2004 - 2004 Terry Davis (Wielka Brytania) 2009 |
| Prezydent Republiki Środkowoafrykańskiej                         | - 2003 François Bozizé 2013 |
| Premier Republiki Środkowoafrykańskiej                           | - 2003 Célestin Gaombalet 2005 |
| Prezydent Republiki Zielonego Przylądka                          | - 2001 Pedro Pires 2011 |
| Premier Republiki Zielonego Przylądka                            | - 2001 José Maria Neves 2016 |
| Prezydent Rosji                                                  | - 1999 Władimir Putin 2008 |
| Premier Rosji                                                    | - 2000 Michaił Kasjanow 2004 - 2004 Wiktor Christienko (p.o.) 2004 - 2004 Michaił Fradkow 2007                                                                                                  |
| Prezydent Rumunii                                                | - 2000 Ion Iliescu 2004 - 2004 Traian Băsescu 2007 |
| Premier Rumunii                                                  | - 2000 Adrian Năstase 2004 - 2004 Călin Popescu-Tăriceanu 2008 |
| Prezydent Rwandy                                                 | - 2000 Paul Kagame |
| Premier Rwandy                                                   | - 2000 Bernard Makuza 2011 |
| Premier Saint Kitts i Nevis                                      | - 1995 Denzil Douglas 2015 |
| Premier Saint Lucia                                              | - 1997 Kenny Anthony 2006 |
| Premier Saint Vincent i Grenadyn                                 | - 2001 Ralph Gonsalves |
| Prezydent Salwadoru                                              | - 1999 Francisco Flores 2004 - 2004 Antonio Saca 2009 |
| O le Ao o le Malo Samoa                                          | - 1962 Malietoa Tanumafili II 2007 |
| Premier Samoa                                                    | - 1998 Tuilaʻepa Sailele Malielegaoi 2021 |
| Kapitanowie Regenci San Marino                                   | - 2003 Giovanni Lonfernini Valeria Ciavatta 2004 - 2004 Paolo Bollini Marino Riccardi 2004 - 2004 Giuseppe Arzilli Roberto Raschi 2005                                                          |
| Sekretarz Stanu do spraw Politycznych i Zagranicznych San Marino | - 2003 Fabio Berardi 2006 |
| Prezydent Senegalu                                               | - 2000 Abdoulaye Wade 2012 |
| Premier Senegalu                                                 | - 2002 Idrissa Seck 2004 - 2004 Macky Sall 2007 |
| Prezydent Serbii i Czarnogóry                                    | - 2003 Svetozar Marović 2006 |
| Prezydent Seszeli                                                | - 1977 France-Albert René 2004 - 2004 James Michel 2016 |
| Prezydent Sierra Leone                                           | - 1998 Ahmad Tejan Kabbah 2007 |
| Prezydent Singapuru                                              | - 1999 S.R. Nathan 2011 |
| Premier Singapuru                                                | - 1990 Goh Chok Tong 2004 - 2004 Lee Hsien Loong 2024 |
| Prezydent Słowacji                                               | - 1999 Rudolf Schuster 2004 - 2004 Ivan Gašparovič 2014 |
| Premier Słowacji                                                 | - 1998 Mikuláš Dzurinda 2006 |
| Prezydent Słowenii                                               | - 2002 Janez Drnovšek 2007 |
| Premier Słowenii                                                 | - 2002 Anton Rop 2004 - 2004 Janez Janša 2008 |
| Prezydent Somalii                                                | - 2000 Abdiqasim Salad Hassan 2004 - 2004 Abdullahi Jusuf 2008 |
| Premier Somalii                                                  | - 2003 Muhammad Abdi Yusuf 2004 - 2004 Ali Mohammed Ghedi 2007 |
| Prezydent Sri Lanki                                              | - 1994 Chandrika Kumaratunga 2005 |
| Premier Sri Lanki                                                | - 2001 Ranil Wickremesinghe 2004 - 2004 Mahinda Rajapaksa 2005 |
| Król Suazi                                                       | - 1986 Ntombi (współpanująca) 2018 - 1986 Mswati III 2018 |
| Premier Suazi                                                    | - 2003 Absalom Themba Dlamini 2008 |
| Prezydent Sudanu                                                 | - 1989 Umar al-Baszir 2019 |
| Prezydent Surinamu                                               | - 2000 Ronald Venetiaan 2010 |
| Prezydent Syrii                                                  | - 2000 Baszszar al-Asad 2024 |
| Premier Syrii                                                    | - 2003 Muhammad Nadżi al-Utri 2011 |
| Prezydent Szwajcarii                                             | - 2004 Joseph Deiss 2004 |
| Król Szwecji                                                     | - 1973 Karol XVI Gustaw |
| Premier Szwecji                                                  | - 1996 Göran Persson 2006 |
| Prezydent Tadżykistanu                                           | - 1994 Emomali Rahmon |
| Premier Tadżykistanu                                             | - 1999 Okil Okilow 2013 |
| Król Tajlandii                                                   | - 1946 Bhumibol Adulyadej 2016 |
| Premier Tajlandii                                                | - 2001 Thaksin Shinawatra 2006 |
| Prezydent Tajwanu                                                | - 2000 Chen Shui-bian 2008 |
| Prezydent Tanzanii                                               | - 1995 Benjamin Mkapa 2005 |
| Premier Tanzanii                                                 | - 1995 Frederick Sumaye 2005 |
| Prezydent Timoru Wschodniego                                     | - 2002 Xanana Gusmão 2007 |
| Premier Timoru Wschodniego                                       | - 2002 Mari Alkatiri 2006 |
| Prezydent Togo                                                   | - 1967 Gnassingbé Eyadéma 2005 |
| Premier Togo                                                     | - 2002 Koffi Sama 2005 |
| Król Tonga                                                       | - 1965 Taufaʻahau Tupou IV 2006 |
| Premier Tonga                                                    | - 2000 Lavaka Ata ʻUlukalala 2006 |
| Prezydent Trynidadu i Tobago                                     | - 2003 George Maxwell Richards 2013 |
| Premier Trynidadu i Tobago                                       | - 2001 Patrick Manning 2010 |
| Prezydent Tunezji                                                | - 1987 Zajn al-Abidin ibn Ali 2011 |
| Premier Tunezji                                                  | - 1999 Muhammad al-Ghannuszi 2011 |
| Prezydent Turcji                                                 | - 2000 Ahmet Necdet Sezer 2007 |
| Premier Turcji                                                   | - 2003 Recep Tayyip Erdoğan 2014 |
| Prezydent Turkmenistanu                                          | - 1991 Saparmyrat Nyýazow 2006 |
| Prezydent Ugandy                                                 | - 1986 Yoweri Museveni |
| Premier Ugandy                                                   | - 1999 Apolo Nsibambi 2011 |
| Prezydent Ukrainy                                                | - 1994 Łeonid Kuczma 2005 |
| Premier Ukrainy                                                  | - 2002 Wiktor Janukowycz 2005 |
| Prezydent Urugwaju                                               | - 2000 Jorge Batlle 2005 |
| Prezydent USA                                                    | - 2001 George W. Bush 2009 |
| Prezydent Uzbekistanu                                            | - 1991 Islom Karimov 2016 |
| Premier Uzbekistanu                                              | - 2003 Shavkat Mirziyoyev 2016 |
| Prezydent Vanuatu                                                | - 1999 John Bani 2004 - 2004 Roger Abiut (p.o.) 2004 - 2004 Alfred Maseng 2004 - 2004 Roger Abiut (p.o.) 2004 - 2004 Josias Moli (p.o.) 2004 - 2004 Kalkot Mataskelekele 2009                   |
| Premier Vanuatu                                                  | - 2001 Edward Natapei 2004 - 2004 Serge Vohor 2004 - 2004 Ham Lini 2008 |
| Prezydent Wenezueli                                              | - 1999 Hugo Chávez 2013 |
| Prezydent Węgier                                                 | - 2000 Ferenc Mádl 2005 |
| Premier Węgier                                                   | - 2002 Péter Medgyessy 2004 - 2004 Ferenc Gyurcsány 2009 |
| Monarcha Wielkiej Brytanii                                       | - 1952 Elżbieta II 2022 |
| Premier Wielkiej Brytanii                                        | - 1997 Tony Blair 2007 |
| Prezydent Wietnamu                                               | - 1997 Trần Đức Lương 2006 |
| Premier Wietnamu                                                 | - 1997 Phan Văn Khải 2006 |
| Prezydent Włoch                                                  | - 1999 Carlo Azeglio Ciampi 2006 |
| Premier Włoch                                                    | - 2001 Silvio Berlusconi 2006 |
| Prezydent WKS                                                    | - 2000 Laurent Gbagbo 2011 |
| Premier WKS                                                      | - 2003 Seydou Diarra 2005 |
| Prezydent Wysp Marshalla                                         | - 2000 Kessai Note 2008 |
| Prezydent Wysp Świętego Tomasza i Książęcej                      | - 2003 Fradique de Menezes 2011 |
| Prezydent Zambii                                                 | - 2002 Levy Mwanawasa 2008 |
| Prezydent Zimbabwe                                               | - 1987 Robert Mugabe 2017 |
| Prezydent ZEA                                                    | - 1971 Zajid ibn Sultan Al Nahajjan 2004 - 2004 Chalifa ibn Zajid Al Nahajjan 2022 |
| Premier ZEA                                                      | - 1990 Maktum ibn Raszid al-Maktum 2006 |

Rok 2004 / MMIV
stulecia: XX wiek ~
XXI wiek ~
XXII wiek

dziesięciolecia:
1970–1979 •
1980–1989 •
1990–1999 •
2000–2009
• 2010–2019
• 2020–2029

lata: 1994 «
1999 «
2000 «
2001 «
2002 «
2003 «
2004
» 2005
» 2006
» 2007
» 2008
» 2009
» 2014

## Rok 2004 ogłoszono
- Europejskim Rokiem Wychowania przez Sport (UE)
- Rokiem Armii Krajowej i Powstania warszawskiego (Polska)
- Rokiem Witolda Lutosławskiego oraz Witolda Gombrowicza
- Rokiem Ukraińskim w polskiej polityce zagranicznej
- Rokiem Karla Rahnera (Niemcy)
- Rokiem Władysława Grabskiego (Sejm RP)
- Rokiem Dzieci Ofiar Przestępstw (Ministerstwo Sprawiedliwości RP i Fundacja Dzieci Niczyje)
- Rokiem Żubra w Białowieskim Parku Narodowym
- Rokiem Świętym Jakubowym

## Wydarzenia w Polsce
Wydarzenia szczegółowo: I | II | III | IV | V | VI | VII | VIII | IX | X | XI | XII

### Styczeń
- 1 stycznia:
  - Dziwnów i Prószków uzyskały prawa miejskie.
  - w całej Polsce został wprowadzony przepis normy PN-IEC 60038:1999 czego konsekwencją była zmiana napięcia znamionowego w sieciach 1-fazowych z 220 V na 230 V, a w sieciach 3-fazowych z 380 V na 400 V.
- 4 stycznia – miała miejsce katastrofa kolejowa koło Wronek, 25 osób zostało rannych.
- 20 stycznia – doszło do eksplozji zbiornika z olejem i pożaru w Elektrociepłowni Kraków.
- 27 stycznia – rząd Leszka Millera przyjął plan Hausnera.

### Luty
- 6 lutego – premiera filmu Symetria.
- 24 lutego – papież Jan Paweł II ustanowił metropolię łódzką oraz diecezję bydgoską i świdnicką.

### Marzec
- 1 marca:
  - Polska przystąpiła do Europejskiej Organizacji Patentowej.
  - uruchomiono internetowy serwis aukcyjny Świstak.pl.
- 12 marca:
  - V zjazd gnieźnieński.
  - została uchwalona ustawa o pomocy społecznej.
  - do Kodeksu karnego wprowadzono definicję przestępstwa terrorystycznego.
  - o północy zaczęła obowiązywać dwudniowa żałoba narodowa, ogłoszona przez prezydenta Aleksandra Kwaśniewskiego po zamachach bombowych w Madrycie.
- 18 marca – nowym przewodniczącym Episkopatu Polski został wybrany Józef Michalik, arcybiskup przemyski.
- 19 marca – uchwalono ustawę Prawo celne.
- 25 marca – Jan Paweł II utworzył diecezje: bydgoską i świdnicką.
- 26 marca:
  - doszło do rozłamu w SLD. 26 byłych działaczy Sojuszu Lewicy Demokratycznej i Unii Pracy powołało nową partię – Socjaldemokrację Polską (SDPL).
  - premier Leszek Miller zapowiedział, że 2 maja poda się wraz z rządem do dymisji.

### Kwiecień
- 5 kwietnia – zakończyła prace sejmowa komisja śledcza w sprawie tzw. afery Rywina.
- 16 kwietnia – Sejm przyjął ustawę o ochronie przyrody.
- 21 kwietnia – Józef Oleksy został wybrany na marszałka Sejmu, zastępując Marka Borowskiego.
- 24 kwietnia – odbył się pogrzeb Jacka Kaczmarskiego, muzyka i poety.
- 26 kwietnia – Lew Rywin został skazany nieprawomocnie przez Sąd Okręgowy w Warszawie na 2,5 roku pozbawienia wolności oraz 100 tys. zł. grzywny. Sąd zmienił kwalifikację czynu z płatnej protekcji na oszustwo.

### Maj
- 1 maja – Polska wraz z dziewięcioma innymi państwami została oficjalnie przyjęta do Unii Europejskiej.
- 2 maja:
  - został powołany pierwszy rząd Marka Belki.
  - po raz pierwszy obchodzono w Polsce Dzień Flagi Rzeczypospolitej Polskiej.
- 8 maja – podczas tłumienia zamieszek wywołanych w czasie juwenaliów przez pseudokibiców na osiedlu akademickim „Lumumbowo” w Łodzi w wyniku omyłkowego użycia przez policję ostrej amunicji zginął jeden z kibiców oraz studentka.
- 9 maja – po raz pierwszy w Polsce obchodzono Dzień Unii Europejskiej.
- 14 maja – premier Marek Belka wygłosił exposé sejmowe.
- 19 maja – z Pyrzowic wystartował pierwszy lot Wizz Air do Londynu-Luton.
- 27 maja – otwarto Centrum Olimpijskie w Warszawie.
- 28 maja – Sejm powołał komisję śledczą w sprawie PKN Orlen.

### Czerwiec
- 2 czerwca – w Warszawie padła rekordowa wówczas wygrana w Dużym Lotku (20 119 858,20 zł).
- 3 czerwca – w Bełżcu odsłonięto nowe założenie pomnikowe upamiętniające ofiary niemieckiego obozu zagłady.
- 8 czerwca:
  - Hu Jintao jako pierwszy przywódca ChRL złożył wizytę w Polsce.
  - z terytorium Polski widoczny był tranzyt Wenus na tle tarczy Słońca.
- 11 czerwca – prezydent RP Aleksander Kwaśniewski ponownie powołał rząd Marka Belki w tzw. drugim kroku.
- 12 czerwca – konsekrowano bazylikę Matki Bożej Licheńskiej w Licheniu Starym.
- 13 czerwca:
  - pierwsze wybory do Parlamentu Europejskiego w Polsce, zwycięstwo Platformy Obywatelskiej.
  - sprinter Łukasz Chyła, wygrał bieg na 100 m, ustanawiając rekord życiowy wynikiem 10,20 s (4. wynik Polaka na polskich stadionach, Warszawa).
- 17 czerwca – sir Edmund Hillary został odznaczony w Warszawie przez prezydenta Aleksandra Kwaśniewskiego Krzyżem Komandorskim Orderu Odrodzenia Polski.
- 24 czerwca – w tzw. „trzecim podejściu” Sejm udzielił wotum zaufania rządowi Marka Belki.
- 26 czerwca – powstała Liga Polskich Miast i Miejsc UNESCO z siedzibą w Toruniu.

### Lipiec
- 16 lipca – uchwalono ustawę Prawo telekomunikacyjne.
- 28 lipca:
  - uroczyste sprowadzenie do Polski prochów gen. Antoniego Chruściela ps. Monter, dowódcy powstania warszawskiego.
  - w Warszawie rozpoczął się III Narodowy Zlot Harcerzy.
- 29 lipca – powołanie spółki pasażerskich przewozów kolejowych Koleje Mazowieckie.
- 31 lipca – w Warszawie otwarto Muzeum Powstania Warszawskiego.

### Sierpień
- 1 sierpnia – wystartował TVN Style, kanał telewizyjny należący do Grupy ITI, przeznaczony głównie dla kobiet.

### Wrzesień
- 1 września:
  - Polska została członkiem europejskiej organizacji ds. bezpieczeństwa żeglugi powietrznej Eurocontrol.
  - wystartowała TV Biznes.
  - wprowadzono obowiązek jednorocznego przygotowania przedszkolnego dla dzieci sześcioletnich.
- 17 września – premiera filmu Vinci.
- 21 września – naturalne trzęsienie ziemi o sile 4,5 stopnia skali Richtera w północno-wschodniej części kraju.
- 22 września – Radio iGol FM rozpoczęło regularną emisję programu.
- 23 września – w warszawskim kinie Atlantic 21 z 60 startujących osób w wieku od 18 do 40 lat ustanowiło rekord Guinnessa w oglądaniu filmów non stop. Przez 73 godziny obejrzeli 40 filmów.
- 24 września:
  - Sejm przyjął raport posła PiS-u Zbigniewa Ziobry jako ostateczny raport komisji śledczej badającej sprawę Rywina.
  - premiera filmu Mój Nikifor.
- 27 września:
  - premier Polski Marek Belka i kanclerz Niemiec Gerhard Schroeder uzgodnili, że nie będzie żadnych roszczeń reparacyjnych pomiędzy obydwoma krajami.
  - powstała komercyjna sieć radiowa – RMF Maxx.

### Październik
- 8 października – premiera filmu Pręgi.
- 11 października:
  - rozpoczęła się prywatyzacja największego polskiego banku PKO BP.
  - w Polsacie ukazało się premierowe wydanie serwisu informacyjnego Wydarzenia.
- 15 października – premiera filmu Wesele.
- 16 października:
  - papież Jan Paweł II mianował biskupem polowym Wojska Polskiego ks. prał. płk. Tadeusza Płoskiego.
  - powstał kanał telewizyjny ZigZap.
- 18 października – po raz pierwszy od 1927 roku przyznano honorowy stopień harcmistrza Rzeczypospolitej pośmiertnie dh. Tomaszowi Strzemboszowi. Wcześniej stopień ten nadano tylko raz 12 harcmistrzyniom i harcmistrzom ZHP 7 grudnia 1927.
- 21 października – były prezydent Czechosłowacji i Czech Václav Havel odebrał doktorat honoris causa Uniwersytetu Warszawskiego.
- 27 października – otwarto odcinek autostrady A2 Nowy Tomyśl – Komorniki.
- 28 października – Teresa Borcz została porwana w Iraku przez fundamentalistyczne Brygady Salafickie Abu Bakra As-Siddika.
- 29 października – otwarto Most Tysiąclecia we Wrocławiu.

### Listopad
- 1 listopada – Polska stała się pełnoprawnym członkiem Europolu.
- 10 listopada:
  - Polska przejęła półroczne przewodnictwo w Radzie Europy.
  - PKO BP zadebiutowało na warszawskiej giełdzie papierów wartościowych.
- 12 listopada – odbył się pierwszy Lekarski Egzamin Państwowy.
- 17 listopada – Henryk Jankowski został odwołany z funkcji proboszcza bazyliki św. Brygidy w Gdańsku.
- 18 listopada – orkan Pia spowodował śmierć kilku osób.
- 20 listopada – premier Marek Belka poinformował na konferencji prasowej o uwolnieniu z rąk porywaczy Polki Teresy Borcz, uprowadzonej w Iraku 28 października.
- 24 listopada:
  - we Wrocławiu, Warszawie, Krakowie, Poznaniu i Toruniu przeprowadzono manifestacje solidarnościowe z ruchem demokratycznym na Ukrainie.
  - Akademia Medyczna w Bydgoszczy została włączona jako Collegium Medicum UMK do Uniwersytetu Mikołaja Kopernika w Toruniu.
- 27 listopada – Sejm RP przyjął ustawę o zawodzie tłumacza przysięgłego.
- 29 listopada – utworzono Żorski Park Przemysłowy.
- 30 listopada:
  - IPN wszczął polskie śledztwo w sprawie zbrodni katyńskiej.
  - na Podhalu doszło do trzęsienia ziemi o sile 3,6-4,7 w skali Richtera.

### Grudzień
- 10 grudnia – po wieloletniej przebudowie otwarto nowoczesny gmach Filharmonii Łódzkiej im. Artura Rubinsteina.

## Wydarzenia na świecie
Wydarzenia szczegółowo: I | II | III | IV | V | VI | VII | VIII | IX | X | XI | XII

### Styczeń
- 2 stycznia – NASA: sonda Stardust pobrała próbki pyłu z warkocza komety Wild 2.
- 3 stycznia – katastrofa egipskiego boeinga, który po starcie z lotniska w Szarm el-Szejk runął do Morza Czerwonego, większość ze 148 ofiar stanowili francuscy turyści.
- 4 stycznia:
  - amerykański lądownik Spirit wylądował na Marsie.
  - w wyborach zarządzonych po ustąpieniu Eduarda Szewardnadze na urząd prezydenta Gruzji został wybrany Micheil Saakaszwili.
- 5 stycznia – dotychczasowy holenderski minister spraw zagranicznych Jaap de Hoop Scheffer został sekretarzem generalnym NATO.
- 6 stycznia:
  - w podwójnym zamachu bombowym w afgańskim Kandaharze zginęło 16 osób, w tym 8 dzieci.
  - prezydent Baszszar al-Asad jako pierwszy przywódca syryjski złożył wizytę w sąsiedniej Turcji.
  - wiejący z prędkością przekraczającą 300 km/h huragan Heta całkowicie zdewastował wyspę Niue w Polinezji.
- 9 stycznia – rozprawa przed sądem w Santa Barbara piosenkarza Michaela Jacksona oskarżonego o molestowanie seksualne nieletnich.
- 12 stycznia – największy statek pasażerski świata RMS „Queen Mary 2” wyruszył w swój dziewiczy rejs.
- 13 stycznia:
  - Mehmet Ali Talat został premierem Cypru Północnego.
  - Kodak ogłosił zakończenie produkcji aparatów małoobrazkowych.
  - uzbecki samolot Jak-40 rozbił się podczas podchodzenia do lądowania na lotnisku w Taszkencie; zginęło 37 osób.
- 14 stycznia:
  - prezydent USA George W. Bush ogłosił Wizję Eksploracji Kosmosu.
  - przyjęto aktualnie obowiązujący wzór gruzińskiej flagi.
  - Óscar José Rafael Berger Perdomo został prezydentem Gwatemali.
  - terrorystka-samobójczyni z Hamasu wysadziła się na przejściu granicznym Erez ze Strefą Gazy. Zginęło 4 Izraelczyków (w tym 3 żołnierzy), a 12 osób zostało rannych.
  - w jakuckiej wiosce Tomtor odnotowano temperaturę –72,2 °C, najniższą w stale zamieszkałym miejscu.
- 18 stycznia – co najmniej 31 osób zginęło w zamachu samobójczym obok bramy amerykańskiej kwatery głównej w Bagdadzie.
- 25 stycznia:
  - NASA: łazik Opportunity wylądował na Marsie.
  - Micheil Saakaszwili objął urząd prezydenta Gruzji.
- 26 stycznia – prezydent Hamid Karzaj podpisał nową konstytucję Afganistanu.
- 29 stycznia – 10 osób zginęło, a 50 zostało rannych w wyniku samobójczego zamachu bombowego na autobus w Jerozolimie.

### Luty
- 1 lutego:
  - 109 osób zginęło, ponad 100 zostało rannych w podwójnym samobójczym zamachu bombowym na biura Demokratycznej Partii Kurdystanu i Patriotycznej Unii Kurdystanu w mieście Irbil w północnym Iraku.
  - ponad 1/3 deputowanych irańskich złożyło mandaty w proteście przeciwko dyskwalifikacji przez Radę Strażników 2,5 tys. kandydatów w wyborach parlamentarnych.
  - w czasie obrzędu ukamienowania szatana w meczecie w Mekce zadeptano 251 pielgrzymów, 244 zostało rannych.
- 3 lutego – robak komputerowy Mydoom zaatakował serwery przedsiębiorstwa Microsoft.
- 4 lutego – uruchomiono serwis społecznościowy Facebook.
- 5 lutego – 19 chińskich poławiaczy mięczaków utonęło zaskoczonych przez przypływ w Zatoce Morecambe w Wielkiej Brytanii.
- 6 lutego – w samobójczym zamachu bombowym w moskiewskim metrze 41 osób zginęło, a około 100 osób zostało rannych. Rosyjskie władze oskarżyły czeczeńskich separatystów.
- 9 lutego – w Azerbejdżanie został utworzony Park Narodowy Hirkan.
- 10 lutego:
  - francuski parlament przegłosował wprowadzenie zakazu noszenia widocznych strojów i symboli religijnych.
  - 43 osoby zginęły w katastrofie irańskiego samolotu Fokker F-50 w Szardży (ZEA).
- 13 lutego – w Dosze w Katarze w zamachu bombowym dokonanym przez dwóch agentów rosyjskiej Federalnej Służby Bezpieczeństwa zginął były prezydent Czeczenii Zelimchan Jandarbijew.
- 14 lutego – w Moskwie zawalił się dach ogromnego krytego parku wodnego. Zginęło 25 osób, rannych zostało 100.
- 17 lutego:
  - Michael E. Brown, Chad Trujillo i David Rabinowitz odkryli przy pomocy teleskopu Samuela-Oschina, nazwaną imieniem Orkusa karłowatą planetoidę transneptunową.
  - w Nowej Szkocji i na Wyspie Księcia Edwarda spadła rekordowa ilość śniegu (miejscami do 95 cm), paraliżując obie prowincje Kanady.
- 18 lutego – Iran: 328 osób zginęło w wyniku wybuchu pociągu z siarką i benzyną.
- 21 lutego:
  - na kongresie w Rzymie została założona Europejska Partia Zielonych.
  - co najmniej 337 osób zginęło w ataku rebeliantów z Armii Bożego Oporu na obóz uchodźców na północy Ugandy.
- 22 lutego – w samobójczym palestyńskim zamachu bombowym w Jerozolimie zginęło 8 osób, a 50 zostało rannych.
- 24 lutego – prezydent Rosji Władimir Putin zdymisjonował rząd Michaiła Kasjanowa.
- 25 lutego – premiera filmu Pasja.
- 26 lutego:
  - w katastrofie lotniczej w Bośni i Hercegowinie zginął prezydent Macedonii Boris Trajkovski.
  - Stany Zjednoczone zniosły 23-letni zakaz podróży do Libii.
- 27 lutego:
  - Filipiny: w wyniku wybuchu bomby na promie pasażerskim zginęło 116 osób. O zorganizowanie zamachu władze oskarżyły islamską organizację terrorystyczną Grupa Abu Sajjafa.
  - Shōkō Asahara, przywódca japońskiej sekty Aum Shinrikyō (Najwyższa Prawda), został skazany na karę śmierci za zorganizowanie m.in. ataku gazowego na tokijskie metro w 1995 roku.
- 28 lutego – ponad milion mieszkańców Tajwanu utworzyło żywy łańcuch wzdłuż zachodniego wybrzeża wyspy w proteście przeciwko polityce ChRL.
- 29 lutego:
  - po zamieszkach w kraju Jean-Bertrand Aristide zrezygnował z funkcji prezydenta Haiti.
  - odbyła się 76. ceremonia rozdania Oscarów.

### Marzec
- 1 marca – Rada Zarządzająca przyjęła tymczasową konstytucję Iraku.
- 2 marca:
  - została wystrzelona europejska sonda kosmiczna Rosetta, mającą w listopadzie 2014 spotkać się z kometą 67P/Czuriumow-Gierasimienko.
  - 170 osób zginęło, ponad 500 zostało rannych w serii samobójczych zamachów bombowych w Bagdadzie i Karbali.
- 3 marca – Vojislav Koštunica został premierem Serbii.
- 5 marca – Michaił Fradkow został premierem Rosji.
- 7 marca – konserwatywna Nowa Demokracja wygrała wybory parlamentarne w Grecji.
- 9 marca – seryjny morderca John Allen Muhammad („snajper z Waszyngtonu”) został skazany przez sąd w Wirginii na karę śmierci.
- 10 marca – Kostas Karamanlis został premierem Grecji.
- 11 marca:
  - w Madrycie doszło do serii zamachów bombowych na pociągi. Zginęło 191 osób (w tym 4 Polaków), a 1858 zostało rannych.
  - 47 górników zginęło w wyniku wybuchu metanu w kopalni „Tajżyńska” na Syberii.
- 12 marca:
  - Gérard Latortue został premierem Haiti.
  - prezydent Korei Południowej Roh Moo-hyun został usunięty ze stanowiska przez parlament z powodu zarzutów korupcyjnych. 14 maja Trybunał Konstytucyjny przywrócił mu władzę prezydencką.
  - we Fresno w Kalifornii 57-letni Marcus Wesson zamordował strzałem w oko 9 członków swojej rodziny.
- 14 marca:
  - wybory prezydenckie w Rosji – na kolejną kadencję wybrany został ponownie Władimir Putin.
  - odbyły się wybory parlamentarne w Hiszpanii.
- 16 marca – Archangielsk: 58 osób zginęło w wyniku wybuchu gazu w bloku mieszkalnym.
- 17–19 marca – w zamieszkach serbsko-albańskich w wielu miastach Kosowa zginęło 19 osób, a 900 zostało rannych.
- 18 marca – 30-metrowa planetoida 2004 FH przeleciała w odległości 43 tys. km od Ziemi.
- 19 marca:
  - w mieście Tainan na Tajwanie, w ostatnim dniu kampanii wyborczej został postrzelony prezydent Chen Shui-bian.
  - niedaleko fińskiego miasta Äänekoski doszło do zderzenia autobusu z przewożącym papierowe bele ciągnikiem siodłowym; zginęły 24 osoby, a 13 zostało rannych.
- 20 marca – Chen Shui-bian wygrał po raz drugi wybory prezydenckie na Tajwanie.
- 21 marca – Antonio Saca wygrał w pierwszej turze wybory prezydenckie w Salwadorze.
- 22 marca – w ataku rakietowym izraelskich śmigłowców w Gazie zginął szejk Ahmad Jasin, współzałożyciel i duchowy przywódca Hamasu.
- 28 marca – powtórzone wybory parlamentarne w Gruzji wygrała partia prezydenta Micheila Saakaszwiliego.
- 29 marca:
  - do NATO zostały przyjęte: Bułgaria, Estonia, Łotwa, Litwa, Rumunia, Słowacja i Słowenia.
  - w Irlandii jako pierwszym kraju na świecie wprowadzono całkowity zakaz palenia w pubach i restauracjach.
  - Chiny i Dominika nawiązały stosunki dyplomatyczne.
- 31 marca – w irackiej Al-Falludży 4 pracowników amerykańskiego przedsiębiorstwa ochroniarskiego Blackwater zostało zamordowanych przez rebeliantów, po czym ich ciała podpalono i powieszono na moście nad Eufratem.

### Kwiecień
- 2 kwietnia – Zjednoczony Ludowy Sojusz Wolności (UPFA) wygrał wybory parlamentarne na Sri Lance.
- 3 kwietnia:
  - II wojna w Zatoce Perskiej: rozpoczęła się obrona ratusza w Karbali (bitwa o City Hall).
  - podczas próby aresztowania, na przedmieściach Madrytu wysadziło się 5 islamskich zamachowców z 11 marca. Śmierć poniósł też policjant, a 11 zostało rannych.
- 4 kwietnia – bułgarski autobus wiozący 34 uczniów i 16 dorosłych wypadł z drogi i zatonął w rzece Lim w serbskiej wsi Gostun. Zginęło 12 dzieci, resztę pasażerów uratowali okoliczni mieszkańcy.
- 6 kwietnia:
  - w wyniku zastosowania procedury impeachmentu prezydent Litwy Rolandas Paksas został pozbawiony urzędu.
  - Mahinda Rajapaksa został premierem Sri Lanki.
- 12 kwietnia – Alfred Maseng został wybrany w głosowaniu elektorów na prezydenta Vanuatu.
- 16 kwietnia – James Michel został prezydentem Seszeli.
- 17 kwietnia:
  - Ivan Gašparovič zwyciężył w II turze wyborów prezydenckich na Słowacji.
  - José Luis Rodríguez Zapatero został premierem Hiszpanii.
- 19 kwietnia – rozpoczęła się załogowa misja Sojuz TMA-4 na Międzynarodową Stację Kosmiczną (ISS).
- 20 kwietnia – rozpoczęła się amerykańska misja badawcza Gravity Probe B mająca na celu zmierzenie krzywizny czasoprzestrzeni, co ostatecznie pozwoliło na potwierdzenie ogólnej teorii względności Einsteina.
- 21 kwietnia – w wyniku wybuchu samochodu-pułapki w irackiej Basrze zginęły 74 osoby, a ponad 100 zostało rannych.
- 22 kwietnia:
  - w miejscowości Ryongch’ŏn w Korei Północnej doszło do zderzenia dwóch pociągów towarowych.
  - Mordechaj Vanunu, skazany na 18 lat za ujawnienie faktu posiadania broni atomowej przez Izrael, został 5 miesięcy przed terminem warunkowo zwolniony z więzienia.
- 25 kwietnia – Heinz Fischer wygrał w I turze wybory prezydenckie w Austrii.
- 29 kwietnia:
  - w USA wyprodukowano ostatni samochód marki Oldsmobile.
  - Ousmane Issoufi Maïga został premierem Mali.
- 30 kwietnia – The New Yorker ujawnił przeprowadzane przez Amerykanów w więzieniu w Abu Graib tortury jeńców.

### Maj
- 1 maja:
  - piąte rozszerzenie Unii Europejskiej. Krajami przystępującymi były: Polska, Czechy, Litwa, Estonia, Malta, Cypr, Słowenia, Węgry, Słowacja oraz Łotwa.
  - stabilizacja Iraku: wycofaniem wojsk amerykańskich zakończyła się I bitwa o Faludżę, bastion sunnickich ekstremistów i terrorystów z Al-Ka’idy.
- 2 maja:
  - Martín Torrijos wygrał wybory prezydenckie w Panamie.
  - około 700 osób zginęło w starciach między chrześcijanami i muzułmanami w nigeryjskim mieście Yelwa.
- 6 maja – Gruzja odzyskała kontrolę nad prowincją Adżaria po ucieczce do Rosji miejscowego watażki Asłana Abaszydze.
- 7 maja:
  - 22 osoby zginęły, a ponad 100 zostało rannych w zamachu bombowym na szyicki meczet w pakistańskim Karaczi.
  - korespondent wojenny TVP Waldemar Milewicz i montażysta Mounir Bouamrane zginęli w wyniku ostrzelania ich samochodu przez rebeliantów w irackim mieście Latifijja.
- 9 maja – prezydent Czeczenii Achmad Kadyrow zginął w zamachu bombowym w Groznym podczas parady z okazji Dnia Zwycięstwa. W sumie zginęło 6 osób, a ponad 50 zostało rannych.
- 10 maja:
  - Gloria Macapagal-Arroyo wygrała ponownie wybory prezydenckie na Filipinach.
  - w Hershey w Pensylwanii urodziły się sześcioraczki Gosselin.
- 14 maja – duński następca tronu książę Fryderyk poślubił Australijkę Mary Elizabeth Donaldson.
- 15 maja:
  - w Stambule odbył się 49. Konkurs Piosenki Eurowizji.
  - komitet Wykonawczy FIFA dokonał wyboru kandydatury Południowej Afryki na gospodarza Mistrzostw Świata w Piłce Nożnej 2010.
- 16 maja:
  - w Czadzie doszło do nieudanej próby wojskowego zamachu stanu.
  - papież Jan Paweł II ogłosił sześcioro nowych świętych.
- 17 maja:
  - w amerykańskim stanie Massachusetts stały się legalne małżeństwa osób tej samej płci.
  - weszła w życie konwencja sztokholmska w sprawie trwałych zanieczyszczeń organicznych.
  - amerykański pojazd GoFast Rocket odbył pierwszy, suborbitalny, amatorski lot kosmiczny.
  - w Czadzie stłumiono próbę wojskowego przewrotu przeciw władzy prezydenta Idrissa Déby.
- 19 maja – w amerykańskim nalocie na iracką wioskę Makr Al-Deeb przy granicy z Syrią zginęło ponad 40 gości przyjęcia weselnego.
- 21 maja – wojna domowa w Burundi: Rada Bezpieczeństwa ONZ podjęła decyzję o utworzeniu i wysłaniu do Burundi sił pokojowych ONUB.
- 22 maja:
  - po zwycięskich wyborach parlamentarnych oraz rezygnacji Sonii Gandhi z misji sformowania rządu stanowisko premiera Indii objął Manmohan Singh.
  - w katedrze Almudena w Madrycie odbył się ślub hiszpańskiego następcy tronu Filipa i dziennikarki Letycji Ortiz Rocasolano.
- 23 maja:
  - nowym prezydentem Niemiec został Horst Köhler.
  - w porcie lotniczym Paryż-Roissy-Charles de Gaulle zginęły 4 osoby, a 3 zostały ranne po runięciu fragmentu dachu nowego terminalu 2E.
- 24 maja:
  - doszło do eksplozja ciężarówki przewożącej azotan amonu w rumuńskim Mihăilești.
  - Bingu wa Mutharika został prezydentem Malawi.
- 31 maja – 21 osób zginęło, a około 50 zostało rannych w samobójczym zamachu na szyicki meczet w pakistańskim Karaczi.

### Czerwiec
- 4 czerwca – przedsiębiorca Marvin Heemeyer, w zemście za represje jakie spotkały go ze strony władz miejskich Granby w stanie Kolorado, wyruszył na ulice miasta opancerzonym buldożerem powodując zniszczenia na kwotę 7 mln dolarów, po czym popełnił samobójstwo.
- 5 czerwca – w zamachu w Bagdadzie zginęło dwóch byłych żołnierzy jednostki GROM oraz dwóch Amerykanów, pracujących dla amerykańskiego przedsiębiorstwa ochroniarskiego Blackwater.
- 8 czerwca – erupcja wulkanu Bromo na Jawie.
- 11 czerwca:
  - odbył się pogrzeb Ronalda Reagana.
  - sonda Cassini-Huygens dokonała bliskiego przelotu obok księżyca Saturna, Febe.
  - w Bergen, Turczynka Elvan Abeylegesse ustanowiła rekord świata w biegu na 5000 m wynikiem 14:24,68 s.
- 12 czerwca-4 lipca – Euro 2004 w Portugalii.
- 15 czerwca – Ivan Gašparovič został prezydentem Słowacji.
- 17 czerwca – w amerykańskim stanie Georgia upolowano ogromnych rozmiarów dzika, nazwanego później przez prasę Hogzilla.
- 18 czerwca – Rada Europejska zatwierdziła projekt Konstytucji dla Europy.
- 19 czerwca – odkryto zagrażającą Ziemi planetoidę (99942) Apophis.
- 21 czerwca – SpaceShipOne jako pierwszy prywatny załogowy samolot kosmiczny odbył lot w kosmos.
- 23 czerwca – w Baranowiczach na Białorusi założono Baranowicki Uniwersytet Państwowy.
- 26 czerwca:
  - na Słowacji odkryto najdłuższą tatrzańską jaskinię Cień Księżyca.
  - urzędujący prezydent Islandii Ólafur Ragnar Grímsson został wybrany na II kadencję.
- 27 czerwca:
  - Valdas Adamkus wygrał w II turze wybory prezydenckie na Litwie.
  - Boris Tadić wygrał w II turze wybory prezydenckie w Serbii.
- 28 czerwca:
  - władzę w Iraku przejął tymczasowy rząd kierowany przez Ijada Alawiego, co formalnie zakończyło amerykańską okupację Iraku.
  - USA i Libia wznowiły po 24 latach stosunki dyplomatyczne.
- 29 czerwca – 24 osoby zginęły w katastrofie śmigłowca sił pokojowych ONZ w Sierra Leone.

### Lipiec
- 1 lipca:
  - sonda Cassini-Huygens weszła na orbitę Saturna.
  - Horst Köhler został prezydentem Republiki Federalnej Niemiec.
- 4 lipca – Grecja pokonała Portugalię w finałowym meczu Euro 2004 i została mistrzem Europy.
- 7 lipca – wygasł ostatni patent do algorytmu kompresji LZW (w Kanadzie).
- 11 lipca – Boris Tadić został prezydentem Serbii.
- 16 lipca – Tim Berners-Lee odznaczony Orderem Imperium Brytyjskiego za stworzenie i rozwijanie usługi WWW.
- 22 lipca – 128 osób zginęło w katastrofie kolejowej w mieście Pamukova w północno-zachodniej Turcji.
- 23 lipca – w Mostarze otwarto odbudowany, kamienny Stary Most nad Neretwą, zniszczony w 1993 przez wojska chorwackie.
- 30 lipca – doszło do eksplozji gazociągu w belgijskiej wiosce Ghislenghien; zginęły 24 osoby, a 132 zostały ranne.

### Sierpień
- 1 sierpnia – w pożarze supermarketu w stolicy Paragwaju Asunción zginęły co najmniej 464 osoby, a 409 zostało rannych.
- 3 sierpnia – NASA wystrzeliła w kierunku Merkurego sondę kosmiczną MESSENGER.
- 7 sierpnia – w Grecji otwarto most Rio-Andirio długości 2883 m.
- 11 sierpnia – południowokoreański parlament uchwalił przeniesienie stolicy z Seulu do Kongju. Ustawa została następnie uchylona przez Trybunał Konstytucyjny.
- 12 sierpnia – urodził się 9-milionowy obywatel Szwecji.
- 13–29 sierpnia – XXVIII Letnie Igrzyska Olimpijskie w Atenach.
- 14 sierpnia – papież Jan Paweł II rozpoczął ostatnią podróż apostolską do Lourdes we Francji.
- 18 sierpnia – podczas igrzysk olimpijskich w Atenach Otylia Jędrzejczak zdobyła, w wyścigu na 200 m stylem motylkowym, pierwszy polski złoty medal olimpijski w pływaniu.
- 21 sierpnia:
  - wybuch samochodu-pułapki na drodze pod Hillą w Iraku zabił starszego szeregowego Krystiana Andrzejczaka.
  - w stolicy Bangladeszu Dhace, w czasie wiecu opozycyjnej Ligi Awami zamachowiec rzucił z dachu 13 granatów w 15-tysięczny tłum. Zginęły 23 osoby, a 200 zostało rannych, w tym przewodnicząca partii, późniejsza premier Sheikh Hasina Wajed.
- 22 sierpnia – z Munch-museet (Oslo, Norwegia) skradziono dwa obrazy Edwarda Muncha: Krzyk oraz Madonnę.
- 23 sierpnia – w gwiazdozbiorze Lutni została odkryta planeta pozasłoneczna TrES-1 b, druga po HD 209458 b obserwowana bezpośrednio.
- 24 sierpnia – czeczeńskie samobójczynie wysadziły dwa rosyjskie samoloty pasażerskie – w rejonie Rostowa nad Donem i Tuły. Zginęło łącznie 89 osób.
- 25 sierpnia – Mark Thatcher, syn byłej premier Wielkiej Brytanii Margaret Thatcher, został aresztowany w Kapsztadzie, pod zarzutem współudziału w zamachu stanu w Gwinei Równikowej.
- 26 sierpnia – Sąd Najwyższy Chile podtrzymał decyzję o odebraniu immunitetu senatorskiego Augusto Pinochetowi.
- 27 sierpnia – amerykański astronom amator Donald Machholz odkrył długookresową kometę nazwaną od jego nazwiska kometą Machholza.
- 28 sierpnia – kościół katolicki przekazał ikonę Matki Boskiej Kazańskiej rosyjskiemu Kościołowi prawosławnemu jako gest dobrej woli papieża Jana Pawła II.
- 29 sierpnia – prorosyjski kandydat Ału Ałchanow wygrał wybory prezydenckie w Czeczenii.
- 31 sierpnia – czeczeńska terrorystka-samobójczyni zdetonowała bombę w jednej ze stacji moskiewskiego metra; zginęło 10 osób, a 51 zostało rannych.

### Wrzesień
- 1 września – Cypr, Czechy, Litwa, Łotwa, Słowacja, Słowenia i Węgry zostały przyjęte do Europolu.
- 1-3 września – atak terrorystyczny na szkołę w Biesłanie. Domagający się niepodległości Czeczenii napastnicy opanowali szkołę w Biesłanie (Rosja). Podczas szturmu sił specjalnych w celu odbicia zakładników zginęły 339 osoby, w tym 156 dzieci.
- 3 września – Saif Saaeed Shaheen ustanowił rekord świata w biegu na 3000 m z przeszkodami wynikiem 7:53,63 s.
- 7 września – huragan Ivan zabił na Grenadzie 39 osób.
- 8 września – sonda kosmiczna Genesis rozbiła się podczas lądowania na pustyni w Utah.
- 9 września – przed australijską ambasadą w Dżakarcie eksplodował samochód-pułapka. Zginęło 9 osób, ponad 150 zostało rannych.
- 11 września – 17 osób, w tym prawosławny patriarcha Aleksandrii Piotr VII, zginęło w katastrofie wojskowego śmigłowca CH-47 Chinook, lecącego z Aten na Górę Athos.
- 12 września – Irak: trzech polskich żołnierzy zginęło, a trzech zostało rannych w wyniku ataku rebeliantów w okolicy miejscowości Maszru.
- 17 września – Szamil Basajew przyznał się do ataku na szkołę w Biesłanie w Osetii Północnej, w wyniku którego zginęło 339 osób.
- 21 września:
  - Obwód królewiecki: miało miejsce trzęsienie ziemi, które było odczuwalne w Polsce, Czechach, Litwie, Białorusi i Rumunii.
  - w Dubaju rozpoczęto budowę wieżowca Burdż Chalifa.
- 25 września – huragan Jeanne przeszedł nad Haiti, powodując śmierć co najmniej 1286 osób, pozbawiając ponad 300 tys. ludzi dachu nad głową.
- 27 września:
  - Turcja zmieniła swój kodeks karny, dzięki czemu możliwe stało się rozpoczęcie negocjacji członkowskich z Unią Europejską.
  - z wystawy w Luwrze w Paryżu skradziono dwa diamenty warte 11,5 mln euro.
- 29 września:
  - odbył się pierwszy lot prywatnego statku kosmicznego SpaceShipOne.
  - Planetoida Toutatis minęła Ziemię, w odległości 1,5 mln km.
- 30 września – niedaleko japońskich wysp Ogasawara zaobserwowano pierwszy żywy okaz kałamarnicy olbrzymiej.

### Październik
- 3 października – w Rzymie papież Jan Paweł II beatyfikował Karola I Habsburga, ostatniego władcę Cesarsko-Królewskich Austro-Węgier.
- 4 października – samolot kosmiczny SpaceShipOne odbył załogowy lot w kosmos zdobywając Nagrodę X Prize.
- 5 października – Monako zostało przyjęte do Rady Europy.
- 7 października:
  - w Kambodży abdykował król Norodom Sihanouk.
  - wskutek wybuchu samochodu-pułapki podczas sunnickiej procesji w pakistańskim mieście Multan zginęły 42 osoby.
  - zamach w Tabie: w egipskim kurorcie na południu półwyspu Synaj w wyniku eksplozji serii bomb zginęły 34 osoby, a ponad 150 zostało rannych.
- 9 października:
  - królowa Elżbieta II uroczyście otworzyła nową siedzibę szkockiego parlamentu.
  - wybory prezydenckie w Afganistanie wygrał Hamid Karzaj.
- 10 października – Abdullahi Jusuf został wybrany na tymczasowego prezydenta Somalii.
- 11 października – Paul Biya zwyciężył ponownie w wyborach prezydenckich w Kamerunie.
- 14 października – książę Norodom Sihamoni, po abdykacji swego ojca Norodoma Sihanuouka, został wybrany przez Radę Tronową na króla Kambodży.
- 17 października – na Białorusi odbyły się wybory parlamentarne i referendum w sprawie zniesienia limitu kadencji prezydenta.
- 19 października – Soe Win został premierem Birmy.
- 20 października – Susilo Bambang Yudhoyono objął stanowisko prezydenta Indonezji.
- 21 października – premier Libanu Rafik al-Hariri podał się do dymisji. Został zastąpiony przez Umara Karamiego.
- 23 października:
  - Brazylia wystrzeliła w przestrzeń kosmiczną swoją pierwszą rakietę VSB-30.
  - wskutek trzęsienia ziemi o sile 6,8 stopnia w skali Richtera w japońskim mieście Niigata zginęło 35 osób, około 2200 zostało rannych.
- 24 października – Zajn al-Abidin ibn Ali po raz kolejny wybrany Prezydentem Tunezji.
- 27 października – amerykański miliarder Steve Fossett, pilotując sterowiec D-LZFN „Friedrichshafen”, ustanowił rekord prędkości dla tego typu statków powietrznych, przelatując 1-kilometrowy odcinek w obu kierunkach ze średnią prędkością 111,8 km/h.
- 29 października:
  - przywódcy 25 państw Unii Europejskiej oraz Rumunii, Bułgarii, Chorwacji i Turcji podpisali w Rzymie Konstytucję Europejską.
  - premiera filmu Marzyciel.
- 31 października:
  - odbyła się pierwsza tura wyborów prezydenckich na Ukrainie, do drugiej przeszli urzędujący premier Wiktor Janukowycz i kandydat opozycji Wiktor Juszczenko.
  - Tabaré Vázquez został wybrany na prezydenta Urugwaju.

### Listopad
- 2 listopada – wybory prezydenckie w USA wygrał urzędujący prezydent George W. Bush.
- 4 listopada:
  - Rosja ratyfikowała Protokół z Kioto.
  - Jasir Arafat w stanie krytycznym trafił do szpitala w Paryżu.
- 7 listopada – odkryto planetoidę (144898) 2004 VD17, która 4 maja 2102 roku może uderzyć w Ziemię.
- 8 listopada – wojna w Iraku: rozpoczęła się druga bitwa o Al-Falludżę.
- 11 listopada – oficjalnie podano do wiadomości informację o śmierci Jasera Arafata.
- 12 listopada – pogrzeb Jasera Arafata w jego kwaterze w Ramallah na Zachodnim Brzegu Jordanu.
- 13 listopada – Colin Powell złożył rezygnację z funkcji sekretarza stanu w gabinecie G.W. Busha.
- 15 listopada – europejska sonda SMART-1 weszła na orbitę Księżyca.
- 16 listopada – NASA: bezpilotowy samolot eksperymentalny X-43 ustanowił rekord prędkości dla samolotów, osiągając 9,6 macha (11,3 tys. km/h).
- 18 listopada:
  - Parlament Europejski zaakceptował nową Komisję Europejską pod przewodnictwem José Manuela Barroso.
  - rozpoczęła się seryjna produkcja samochodu osobowego Łada Kalina.
- 21 listopada:
  - sfałszowanie wyników wyborów na Ukrainie. Początek pomarańczowej rewolucji.
  - Katastrofa lotu China Eastern Airlines 5210 w chińskim Baotou, w której zginęło 55 osób.
  - Klub Paryski umorzył Irakowi 80% zadłużenia wynoszącego 38,9 mld dolarów.
- 22 listopada:
  - pomarańczowa rewolucja: ponad 100-tysięczna demonstracja zwolenników Wiktora Juszczenki na głównym placu w Kijowie na Ukrainie po ogłoszeniu jego przegranej w wyborach prezydenckich.
  - rozpoczęła działalność Pierwsza Komisja José Manuela Barroso.
  - ukazał się album How to Dismantle an Atomic Bomb grupy U2.
- 23 listopada – pomarańczowa rewolucja: Wiktor Juszczenko złożył prezydencką przysięgę przed ukraińskim parlamentem. Masowe strajki na uniwersytetach i w miejscach pracy w wielu miastach na Ukrainie.
- 27 listopada – pomarańczowa rewolucja: parlament Ukrainy przyjął uchwałę stwierdzającą, że II tura wyborów prezydenckich odbyła się przy masowych naruszeniach ordynacji wyborczej i nie odzwierciedla woli elektoratu.
- 28 listopada:
  - Nicolas Sarkozy został przewodniczącym Unii na rzecz Ruchu Ludowego (UMP).
  - w katastrofie w kopalni węgla kamiennego w pobliżu miasta Tongchuan (środkowe Chiny) zginęło 166 górników.
- 29 listopada – w Chile opublikowano Raport Valecha dotyczący zbrodni popełnianych przez reżim gen. Augusto Pinocheta.
- 30 listopada – 25 osób zginęło, a 142 zostały ranne w wyniku katastrofy indonezyjskiego samolotu MD-82 podczas międzylądowania w mieście Surakarta na Jawie.

### Grudzień
- 2 grudnia – Armando Guebuza zwyciężył w wyborach prezydenckich w Mozambiku.
- 7 grudnia – Hamid Karzaj został zaprzysiężony na urząd prezydenta Afganistanu.
- 8 grudnia:
  - Cuzco (Peru): ustanowiono Unię Narodów Południowoamerykańskich.
  - gitarzysta Dimebag Darrell i 3 inne osoby zginęły zastrzelone przez szaleńca, byłego żołnierza piechoty morskiej USA Nathana Gale’a w czasie koncertu zespołu metalowego Damageplan w Columbus (Ohio). Zamachowiec został zastrzelony przez policjanta.
- 11 grudnia – Francuz Jean-Christophe Lafaille pierwszym zimowym zdobywcą Shisha Pangmy.
- 12 grudnia:
  - Traian Băsescu wygrał w drugiej turze wybory prezydenckie w Rumunii.
  - w Japonii odbyła się premiera konsoli PSP w swej pierwotnej wersji 1000 (FAT).
- 13 grudnia – południowokoreański seryjny morderca i kanibal Yoo Young-chul został skazany na karę śmierci.
- 14 grudnia:
  - Francja: uroczyście otwarto wiadukt Millau, najwyższą tego typu konstrukcję na świecie.
  - odbyła się premiera filmu „Aviator”.
- 15 grudnia – trzech polskich żołnierzy zginęło, a trzy kolejne osoby zostały ranne w katastrofie śmigłowca Sokół pod Karbalą w Iraku.
- 16 grudnia – amerykańska sonda kosmiczna Voyager 1 przekroczyła granicę szoku końcowego i znalazła się w obszarze płaszcza Układu Słonecznego.
- 17 grudnia:
  - dokonano oblotu ukraińskiego samolotu pasażerskiego An-148.
  - uruchomiono metro w San Juan na Portoryko.
- 20 grudnia:
  - Węgry ratyfikowały Konstytucję europejską.
  - Traian Băsescu został zaprzysiężony na prezydenta Rumunii.
- 21 grudnia – w samobójczym zamachu bombowym na bazę wojskową w irackim Mosulu zginęło 13 żołnierzy amerykańskich, 5 amerykańskich cywilów i 4 Irakijczyków, a ponad 60 osób zostało rannych.
- 23 grudnia – w mieście Chamelecón, w Hondurasie 28 pasażerów autobusu zginęło w wyniku ostrzelania go przez gang uliczny.
- 25 grudnia – planetoida (99942) Apophis otrzymała 4. stopień w skali Torino, według której oceniane jest ryzyko uderzenia w Ziemię, co jest najwyższym wskaźnikiem w historii.
- 26 grudnia:
  - Wiktor Juszczenko pokonał Wiktora Janukowycza w powtórzonej II turze wyborów prezydenckich na Ukrainie.
  - południowo-wschodnią Azję nawiedziło najsilniejsze od 4 dekad trzęsienie ziemi o sile 9 stopni w skali Richtera, wywołane nim tsunami zabiło co najmniej 300 tys. osób.
  - 17 osób zginęło wskutek wybuchu gazu i zawalenia kamienicy we francuskiej Miluzie.
- 28 grudnia:
  - Călin Popescu-Tăriceanu został premierem Rumunii.
  - otwarto metro w Shenzhen (Chiny).
- 30 grudnia:
  - władze Senegalu zawarły w Dakarze porozumienie pokojowe z separatystami z prowincji Casamance.
  - w pożarze klubu nocnego República Cromagnon w Buenos Aires zginęły 194 osoby, a ponad 700 zostało rannych.
- 31 grudnia:
  - w elektrowni atomowej w Ignalinie na Litwie wyłączono reaktor nr 1.
  - otwarto oficjalnie najwyższy wówczas budynek na świecie Taipei 101.

## Urodzili się
- 1 stycznia – Amit Elor, amerykańska zapaśniczka
- 2 stycznia:
  - Anouk Koevermans, holenderska tenisistka
  - Adriana Vilagoš, serbska lekkoatletka, oszczepniczka
- 3 stycznia – Miha Fontaine, kanadyjski narciarz dowolny
- 4 stycznia – Kim Joo-ah, południowokoreańska aktorka
- 5 stycznia – Ahn Ji-ho, południowokoreański aktor
- 7 stycznia:
  - Isaac Cooper, australijski pływak
  - Alexandria Loutitt, kanadyjska skoczkini narciarska
- 9 stycznia – Lucija Ćirić Bagarić, chorwacka tenisistka
- 11 stycznia – Arash Yoshida, japoński zapaśnik
- 15 stycznia – Grace VanderWaal(inne języki), amerykańska piosenkarka, kompozytorka, autorka tekstów[1]
- 19 stycznia – Arina Fiedorowcewa, rosyjska siatkarka
- 20 stycznia – Anthony Black, amerykański koszykarz
- 21 stycznia – Ingrid Aleksandra, norweska księżniczka
- 28 stycznia – Emoni Bates, amerykański koszykarz
- 2 lutego - Wiktoria Czyżewska, polska zawodniczka MMA
- 3 lutego – Rei Naoi, japońska raperka, piosenkarka, modelka
- 12 lutego – Dereck Lively, amerykański koszykarz
- 14 lutego - Alicja Klasik, polska szpadzistka
- 17 lutego – Amari Bailey, amerykański koszykarz
- 19 lutego – Millie Bobby Brown, brytyjska aktorka
- 24 lutego:
  - Martyna Goszczyńska, polska koszykarka
  - Filip Koperski, polski piłkarz
- 3 marca – Jordan Walsh, amerykański koszykarz
- 9 marca – Nicola Batura, polska koszykarka
- 11 marca – Barbora Palicová, czeska tenisistka
- 13 marca – Coco Gauff, amerykańska tenisistka
- 19 marca – Malina Piasecka, polska koszykarka
- 27 marca – Amira Willighagen, holenderska dziecięca śpiewaczka operowa
- 28 marca – Anna Szczerbakowa, rosyjska łyżwiarka figurowa
- 29 marca – Alena Falej, białoruska tenisistka
- 30 marca – Julia Chmielarska, polska piosenkarka, kompozytorka, autorka tekstów
- 2 kwietnia – Diana Sznajder, rosyjska tenisistka
- 7 kwietnia:
  - Aleksander Bobek, polski piłkarz, bramkarz
  - Farah Ali Hamada Muhammad Husajn, egipska zapaśniczka
  - Matilde Jorge, portugalska tenisistka
  - Ana Cristina de Souza, brazylijska siatkarka
- 10 kwietnia – Zélia Avezou, francuska wspinaczka sportowa
- 16 kwietnia:
  - Jini, południowokoreańska piosenkarka
  - Iwo Kaczmarski, polski piłkarz
  - Myrte van der Schoot, holenderska lekkoatletka, sprinterka i wieloboistka
- 17 kwietnia – Nicolás Atanes(inne języki), hiszpański popularyzator matematyki
- 18 kwietnia – Nick Smith, amerykański koszykarz
- 22 kwietnia – Melissa Peperkamp, holenderska snowboardzistka
- 23 kwietnia:
  - Teagan Croft, australijska aktorka
  - Anastazja Sobolewa, ukraińska tenisistka
- 1 maja:
  - Charli D’Amelio, amerykańska tancerka, influencerka i osobowość internetowa
  - Zuzanna Maślana, polska lekkoatletka, kulomiotka
- 3 maja - Aleksandra Le, kazachska strzelczyni sportowa
- 7 maja - Ashlyn Krueger, amerykańska tenisistka
- 21 maja:
  - Aoi Ito, japońska tenisistka
  - Hanne Vandewinkel, belgijska tenisistka
- 25 maja – Pedro Acosta(inne języki), hiszpański motocyklista wyścigowy
- 26 maja – Anna Rugowska, polska lekkoatletka, skoczkini w dal
- 27 maja – Aleksander Busz, polski koszykarz
- 28 maja:
  - Karina Safina, rosyjsko-gruzińska łyżwiarka figurowa
  - Zhang Jiaqi, chińska skoczkini do wody
- 31 maja – Amina Tuchtajewa, kazachska skoczkini narciarska
- 3 czerwca – Mateusz Pawłowski, polski aktor dziecięcy
- 8 czerwca – Krzysztof Chmielewski, polski pływak
- 10 czerwca – Gayle, amerykańska piosenkarka, autorka tekstów
- 11 czerwca – Katrina Scott, amerykańska tenisistka
- 13 czerwca – Maksymilian Wilczek, polski koszykarz
- 16 czerwca – Bartosz Rachwalski, polski koszykarz
- 18 czerwca:
  - Talia Gibson, australijska tenisistka
  - Linda Klimovičová, czeska tenisistka
  - Solana Sierra, argentyńska tenisistka
- 28 czerwca:
  - Dominika Šalková, czeska tenisistka
  - Oliwier Zych, polski piłkarz, bramkarz
- 3 lipca – Aleksandra Ochtera, polska pływaczka
- 7 lipca - Lanlana Tararudee, tajska tenisistka
- 14 lipca – Noah Clowney, amerykański koszykarz
- 23 lipca:
  - Valentín Barco, argentyński piłkarz
  - Stefano Belotti(inne języki), włoski skoczek do wody
  - Edas Butvilas, litewski tenisista
- 26 lipca:
  - Bilal Coulibaly, francuski koszykarz
  - Nagomi Nakayama, japońska skoczkini narciarska
- 1 sierpnia – Dariq Whitehead, amerykański koszykarz
- 13 sierpnia:
  - Marta Antuli, grecka siatkarka
  - Lee Chae-eun, południowokoreańska aktorka
- 17 sierpnia – Tina Clayton, jamajska lekkoatletka, sprinterka
- 22 sierpnia – Alina Büchel, austriacka skoczkini narciarska, reprezentująca Liechtenstein
- 27 sierpnia - Hena Kurtagić, serbska siatkarka
- 31 sierpnia:
  - Jang Won-young, południowokoreańska modelka, piosenkarka
  - Antim Panghal, indyjska zapaśniczka
  - Giorgia Pedone, włoska tenisistka
- 5 września:
  - Robin Montgomery, amerykańska tenisistka
  - Aleksandra Mielnicka, polska koszykarka
- 7 września – Kacper Urbański, polski piłkarz
- 18 września – Płamena Mitkowa, bułgarska lekkoatletka, skoczkini w dal
- 19 września – Lizi Pop, gruzińska aktorka, tancerka, modelka i prezenterka telewizyjna
- 28 września – Isack Hadjar, francuski kierowca wyścigowy
- 29 września – Jens Verbrugghe, belgijski kolarz szosowy
- 3 października – Noah Schnapp, kanadyjsko-amerykański aktor pochodzenia żydowskiego
- 5 października – Reese Brantmeier, amerykańska tenisistka
- 8 października – Julia Ituma, włoska siatkarka pochodzenia nigeryjskiego (zm. 2023)
- 10 października:
  - Beatrice Colli, włoska wspinaczka sportowa
  - Rino Matsuike, japońska łyżwiarka figurowa
  - Anca Todoni, rumuńska tenisistka
- 15 października – Anri Kawamura, japońska narciarka dowolna
- 22 października - Julia Damasiewicz, polska kitesurferka
- 7 listopada – Kokomo Murase, japońska snowboardzistka
- 13 listopada - Sahra Schuller, austriacka skoczkini narciarska
- 17 listopada – Linda Nosková, czeska tenisistka
- 20 listopada – Youssoufa Moukoko, niemiecki piłkarz
- 21 listopada - Liz, południowokoreańska piosenkarka, modelka
- 27 listopada - Marina Stakusic, kanadyjska tenisistka
- 29 listopada - Swiangi Dube, nepalska zapaśniczka
- 9 grudnia - Nico Parker, brytyjska aktorka
- 17 grudnia:
  - G.G. Jackson, amerykański koszykarz
  - Ksawery Masiuk, polski pływak
- 31 grudnia - Maria Sur, ukraińska piosenkarka

## Zdarzenia astronomiczne
- 4 stycznia – Ziemia najbliżej Słońca: 147,094 mln km
- 18 marca – planetoida 2004 FH minęła Ziemię w odległości 43 000 kilometrów
- 19 kwietnia – częściowe zaćmienie Słońca (Saros 119): (południowa Afryka), południowy Atlantyk. Maksymalne zakrycie 74% znalazło się w blisko wybrzeży Antarktydy. Najgłębsze zaćmienie widoczne z lądu znajdowało się w okolicy Kapsztadu, gdzie Księżyc zakrył około połowy tarczy Słońca.
- 4 maja – całkowite zaćmienie Księżyca; widoczne w Polsce
- 3 czerwca – Księżyc najbliżej Ziemi: 357 250 km
- 8 czerwca – pierwsze przejście planety Wenus na tle tarczy Słońca od 6 grudnia 1882 roku. Następne takie zjawisko miało miejsce 6 czerwca 2012 roku. W Polsce było w pełni widoczne.
- 17 czerwca – Księżyc najdalej Ziemi: 406 570 km
- 5 lipca – Ziemia najdalej Słońca: 152,095 mln km
- 29 września – asteroida (4179) Toutatis minęła Ziemię w odległości tylko 4 razy większej niż Księżyc.
- 14 października – częściowe zaćmienie Słońca (Saros 124): 93% (północno-wschodnia Azja, północny Pacyfik). Punkt największego zaćmienia znalazł się w pobliżu miasta Kenai na południowy zachód od Anchorage.
- 28 października – całkowite zaćmienie Księżyca
- 27 grudnia – do Ziemi dotarło promieniowanie pochodzące z ogromnej eksplozji na powierzchni gwiazdy neutronowej SGR 1806-20, oddalonej o 50 tys. lat świetlnych.

## Nagrody Nobla
- z fizyki – David Gross, H. David Politzer, Frank Wilczek
- z chemii – Aaron Ciechanower, Awram Herszko, Irwin Rose
- z medycyny – Richard Axel, Linda B. Buck
- z literatury – Elfriede Jelinek
- nagroda pokojowa – Wangari Maathai
- z ekonomii – Finn E. Kydland, Edward C. Prescott

## Święta ruchome
- Tłusty czwartek: 19 lutego
- Ostatki: 24 lutego
- Popielec: 25 lutego
- Niedziela Palmowa: 4 kwietnia
- Pamiątka śmierci Jezusa Chrystusa: 4 kwietnia
- Wielki Czwartek: 8 kwietnia
- Wielki Piątek: 9 kwietnia
- Wielka Sobota: 10 kwietnia
- Wielkanoc: 11 kwietnia
- Poniedziałek Wielkanocny: 12 kwietnia
- Wniebowstąpienie Pańskie: 20 maja
- Zesłanie Ducha Świętego: 30 maja
- Boże Ciało: 10 czerwca